# Мъскингъм (река)
Мъскингъм (на езика на шоуните: Уакатамотиипи (Wakatamothiipi) ) е приток на река Охайо, дълга около 179 км, която тече в югоизточната част на щата Охайо в САЩ. Важен търговски път през 19 век, тя тече обикновено на юг през хълмовете на източно Охайо. Чрез Охайо тя е част от водосборния басейн на река Мисисипи. По реката са изградени серия от шлюзове и язовири.

## Течение
Мъскингъм се формира в Кошоктон в централната част на източно Охайо от сливането на реките Уолхондинг и Тускароуас. Образувайки меандри тя тече на юг, преминавайки покрай Коунсвил и Дрезден до Зейнсвил, след което поема на югоизток, преминавайки покрай Южен Зейнсвил, Файло, Гейспорт, Малта, Маконълсвил, Бевърли, Лоуъл, Стокпорт и Дивола. Влива се в Охайо при Мариета.
По своя курс Мъскингъм събира водите на Уилс Крийк близо до Коунсвил; на Уакатомика Крийк при Дрезден; на Ликинг Ривър при Зейнсвил; на Моксахала Крийк при Южен Зейнсвил и на Улф Крийк близо до Бевърли.

## История
Името Мъскингъм произлиза от думата mshkikwam в езика на шоуните и означава „блатиста земя“. В народната етимология на ленапе се среща названието Mус уишкинку (mus wəshkinkw) – Око на лос. Исторически това е и името на голямо село на виандот намиращо се на реката.
Изследователят Кристофър Гист достига до Биг Санди Крийк, приток на реката на 4 декември 1751 г. Пътувайки надолу по реката, той записва, че пристига на 14 декември в село на виандот разположено на Мъскингъм, мястото на днешния Кошоктон. В селото той остава за месец.
Мариета е основана през 1788 г., като първото постоянно американско селище в тогавашната Северозападна територия на устието на река Мъскингъм.
Зейнсвил е построен от евро-американците през 1799 г. на устието на Ликинг Ривър. В средата на 19 век Мъскингъм е важен търговски плавателен път, с язовири и шлюзове, които да контролират нивото на водата, позволявайки на кораби да пътуват нагоре и надолу по реката. Използването на този воден път намалява след развитието на сухоземния транспорт в Охайо след1920-те години.
След 1960 година шлюзовете са ремонтирани, за да се позволи на туристически съдове да пътуват по цялата плавателна дължина на реката. Водният път по Мъскингъм е един от малкото останали системи на САЩ, които все още използват ръчно командване на шлюзовете. Навигационната система по реката е обявена за национална историческа инженерна атракция.
Разположената северно от линията Мейсън – Диксън подземна железница е основен маршрут за избягали от Юга роби, използвана между 1812 г. и 1861 г., които искат да стигнат до езерото Ери и Канада.

## Варианти на името
Според Информационната система за географските имена в САЩ река Мъскингъм е известна още под имената:
- Биг Мъскингъм Ривър
- Елк Ривър
- Мъскиндом Ривър
- Мъшкингъм Ривър
- Мъскингам Ривър
- Ривиер Шанз